# Stephan Benson
Stephan Benson (* 1964 in Essen) ist ein deutscher Schauspieler, Bühnenautor, Synchron-, Hörspiel- und Hörbuchsprecher.

## Leben
Stephan Benson ist der Sohn des Maschinenbauingenieurs Johannes Benson und der Schauspielerin und ambulanten Sprachheilpädagogin Erika Benson. Aufgewachsen in Coesfeld im Münsterland, machte er erste künstlerische Erfahrungen an der dortigen Freilichtbühne, einem Amateurtheater, ehe er 1983 seine Heimatstadt verließ, um an der Hochschule für Musik und Darstellende Kunst Stuttgart zum Schauspieler ausgebildet zu werden. 1986 debütierte Benson am Theater Ulm und spielte seitdem an wichtigen Bühnen wie dem Nationaltheater Mannheim, dem Schauspiel Frankfurt, dem Staatstheater Stuttgart, dem Schauspielhaus Zürich und dem Hamburger Thalia Theater. Seit Mitte der 1990er Jahre ist er freischaffend tätig und häufig auf Hamburger Bühnen zu sehen, wie den Hamburger Kammerspielen, dem Altonaer Theater, dem Ernst Deutsch Theater und dem St. Pauli Theater. Gelegentlich gastiert Benson auch am Berliner Theater am Kurfürstendamm, wo er zuletzt 2013 an der Seite von Judy Winter in Fred Breinersdorfers und Katja Röders Hommage an Hildegard Knef Hilde – Der Teufel und die Diva als Mephisto zu sehen war.
Stephan Benson arbeitet auch umfangreich vor der Kamera. Neben Gastrollen in zahlreichen Fernsehfilmen und Serien wie Notruf Hafenkante, Die Rosenheim-Cops, Großstadtrevier oder Der Alte, übernahm er durchgehende Rollen in den Serien Delta Team – Auftrag geheim! sowie Jenny & Co. und spielte in diversen Tatort-Folgen.
Benson ist außerdem ein vielbeschäftigter Synchronsprecher. Bekannte Kollegen, denen er seine Stimme lieh, waren bislang Daniel Craig in Sylvia, David Morrissey in Sinn und Sinnlichkeit und The Hollow Crown, Kenneth Branagh in Shackleton oder wiederholt auch der dänische Schauspieler Ulrich Thomsen.
Neben seiner Mitwirkung in Hörspielproduktionen verschiedener deutscher Sendeanstalten und kommerziellen Hörspielen ist Benson auch an einer großen Zahl von Hörbuchproduktionen beteiligt. Zu diesen gehören Massum Faryars Buskaschi oder Der Teppich meiner Mutter, Marconipark von Åke Edwardson, Die Corleones von Edward Falco oder Die Wohlgesinnten von Jonathan Littell.
Ferner ist Stephan Benson als Autor tätig. Von ihm stammen mehrere Bearbeitungen bekannter deutscher Märchen, die er für die Freilichtbühne Coesfeld schrieb, Hörspiele nach Texten von Herman Melville und Erich Maria Remarque oder die Jukebox-Musicals Beatles for Sale und Falling in Love, die 2012, beziehungsweise 2015 am Theater Kanton Zürich ihre Uraufführung erlebten. Gleichfalls 2015 hatte als Koproduktion des Opernhauses Zürich und des Theaters Kanton Zürich Mozarts Oper Der Schauspieldirektor Premiere, zu der Stephan Benson den neuen Text verfasste. Im Herbst 2017 hatte Abendwind (nach Offenbach / Nestroy mit einem neuen Libretto von Stephan Benson) – wieder eine Koproduktion des Opernhauses Zürich und des Theaters Kanton Zürich – Premiere.
Stephan Benson lebt in Hamburg.

## Filmografie (Auswahl)
- 1998: Der Campus
- 1999–2001: Delta Team – Auftrag geheim!
- 2000: Im Fadenkreuz – Bis daß der Tod euch scheidet
- 2000: Tatort – Bienzle und das Doppelspiel
- 2000: Adelheid und ihre Mörder – Blütenzauber
- 2001: Familie und andere Glücksfälle
- 2001: SOKO München – Ein mörderischer Fall
- 2001: Jenny & Co.
- 2001: Tatort – Du hast keine Chance
- 2002: Die Cleveren – Reine Welt
- 2002: Hilfe, ich bin ein Junge
- 2002: Doppelter Einsatz – Todesangst
- 2003: Der Ermittler – Stadt, Land, Mord
- 2003: Ich back‘ mir einen Mann
- 2004: Alarm für Cobra 11 – Die Autobahnpolizei – Die Todesliste
- 2004: Doppelter Einsatz – Die Wahrheit stirbt zuletzt
- 2004: Tatort – Verlorene Töchter
- 2004: Küstenwache – Schiffbruch
- 2005: K3 – Kripo Hamburg – Fieber
- 2005: Der Dicke – Glaubt mir doch
- 2005: Brief eines Unbekannten
- 2005: Das Leben der Philosophen
- 2005: Großstadtrevier – Kalte Tage
- 2006: Balko – Ein Mann sieht rot
- 2008: Der Alte – Mitten ins Herz
- 2008: Man liebt sich immer zweimal
- 2009: Tatort – Das Gespenst
- 2009: Eine Liebe in Venedig
- 2009: Krimi.de – Finderlohn
- 2010: Die Rosenheim-Cops – Wer stört, stirbt
- 2010: Der Alte – Dunkelziffer
- 2010: Küstenwache – Ein verhängnisvolles Angebot
- 2010: Notruf Hafenkante – Karten lügen nicht
- 2010: SOKO Stuttgart – Der Prototyp
- 2011: Frischer Wind
- 2011: Das Duo – Tödliche Nähe
- 2011: Großstadtrevier – Klassentreffen
- 2012: Stubbe – Von Fall zu Fall – In dieser Nacht
- 2013: Der Landarzt – Aus dem Spiel genommen
- 2015: Heldt – Heckenschützen
- 2015: Die Rosenheim-Cops – Der falsche Kaiser
- 2015: Bella Block: Die schönste Nacht des Lebens
- 2016: Die Pfefferkörner – Rotkäppchen[7]
- 2016: Mordkommission Istanbul – Schlafende Hunde[7]
- 2018: Inga Lindström – Die andere Tochter
- 2019: SOKO Stuttgart – Schlaflabor
- 2019: Morden im Norden – Falsche Dosis
- 2021: Helen Dorn: Die letzte Rettung
- 2022: Zeitpunkt X
- 2022: Schule am Meer – Frischer Wind
- 2023: Schule am Meer – Familienbande

## Hörspiele
- 1985: E. T. A. Hoffmanns Goldener Topf – Autor und Regie: Heinz von Cramer
- 1986: Früh übt sich… – Autor: Thomas Andresen – Regie: Werner Klein
- 1989: Wie Hans von der Kutsche kam – Autorin: Petrina Stein – Regie: Sigurd König
- 1990: Frieder’s Odyssee – Autor: Ralf Kröner – Regie: Hans-Peter Bögel
- 1991: Ich will fortgehen – Autor: Johannes Bobrowski – Regie: Raoul Wolfgang Schnell
- 1998: Anne Sexton – „Ich bin wie ein lebender Stein…“ – Autorin Anne Sexton – Regie: Wolfgang Stockmann
- 2005: Die Liebenden – Autor: Gerhard Henschel – Regie: Wolfgang Stockmann
- 2007: Der Zauberlehrling – Autor: Frank-Lorenz Engel – Regie: Rainer Gussek
- 2007: Ein Hund fürs Leben – Autorin: Laura S. Matthews – Regie: Hans Helge Ott
- 2013: Drei ??? und der verschollene Pilot (als Finch Hunterman).

## Synchronrollen (Auswahl)

### Filme
- 2003: Ulrich Thomsen als Christoffer in Das Erbe
- 2007: Andy Lau als Zhao Erhu in The Warlords
- 2008: David Morrissey als Colonel Brandon in Sinn und Sinnlichkeit
- 2009: John Burke als D.A. Farinio in Bloody Serial Killer
- 2014: John Boylan als Mr. Johnson in Before You Say ‘I Do’
- 2015: Nick Chinlund als Sheriff Jasper Calloway in Close Range

### Serien
- 2000–2008: John Ventimiglia als Artie Bucco in Die Sopranos
- 2009–2012: Alex Jennings als Commander Anderson in Whitechapel
- 2009–2016: Jens Hultén als Seth Rydell in GSI – Spezialeinheit Göteborg
- 2012: Vincent Regan als 909 in The Prisoner – Der Gefangene
- 2014: Elias Koteas als James Skinner in The Killing
- 2014: Billy Bob Thornton als Lorne Malvo in Fargo
- seit 2014: Thibault de Montalembert als Olivier Pujol in The Tunnel – Mord kennt keine Grenzen
- 2017: Paul Reiser als Dr. Sam Owens in Stranger Things

## Off-Sprecher (Auswahl)
- 2010–2014: Gesetzeshüter auf Patrouille – Wildes Kalifornien
- seit 2017: 112: Feuerwehr im Einsatz
- 2018: Re: Englands Streit um Eichhörnchen – Verdrängen die Grauen die Roten?

## Auszeichnungen
- 2020 Theaterpreis Hamburg – Rolf Mares gemeinsam mit Christian Nickel für ihre Darstellung als ungleiches Brüderpaar in Bruder Norman im Theater Polittbüro in Hamburg-St. Georg